# 蒲氏黏盲鳗
蒲氏黏盲鳗（学名：Eptatretus burgeri），又名布氏粘盲鰻，为盲鳗科黏盲鳗属的鱼类。分布于朝鲜南部以及日本中部以南以及东海、黄海等海域。该物种的模式产地在长崎。

## 分布
本魚分布於西北太平洋區，包括台灣、中國沿海、韓國、日本海域。

## 深度
水深10至270公尺。

## 特徵
本魚體呈圓柱形；口圓位於前端，具短鬚；眼不明顯，退化而埋於皮下。表皮光滑無鱗，側腹具有黏液腺，能分泌許多黏液保護體表；魚體為灰褐色，特徵是背部中線處具一條白色縱帶。尾鰭側扁，圓形。體長可達60公分。

## 生態
為底棲性魚類，屬肉食性，營寄生生活，一般吸附於其他魚類的鰓上或峽部，亦可由鰓部咬穿體壁，食內臟和肌肉；有時會吸附咬食落網的魚類。繁殖期在冬季，成魚會游至深水區產卵，並停止攝食；卵大，長橢圓形，外包角質囊，卵粒附著於海藻或其他物體上發育。

## 經濟利用
在大多數國家，通常不被食用，但這種特殊物種在朝鮮半島和在日本的韓國人中被視為食物。在一些地區，特別是長崎縣和新潟縣，日本人也將其作為當地美食享用，價格昂貴，皆為底拖網捕獲，又皮強韌而柔軟，多用來製作皮帶及錢包，而大量被漁撈，產量逐漸減少。
|  |  |